# شش درجه آشفتگی درونی
| بررسی انتقادی    | بررسی انتقادی |
| منبع             | رتبه‌بندی      |
| ---------------- | ------------- |
| آل‌میوزیک         | [ ۱ ]         |
| انترتینمنت ویکلی | (B)           |
| رولینگ استون     | (favorable)   |
| 411mania.com     | [ ۴ ]         |

شش درجه آشفتگی درونی (به انگلیسی: Six Degrees of Inner Turbulence) ششمین آلبوم استودیویی از گروه موسیقی پراگرسیو متال دریم تیاتر است. آلبوم در ۲۹ ژانویه ۲۰۰۲ به صورت دابل-دیسک از طریق الکترا رکوردز منتشر شد.